# The Beauty of Gemina
The Beauty of Gemina ist eine Musikgruppe des Liechtensteiners Michael Sele, die 2006 gegründet wurde.

## Geschichte
The Beauty of Gemina wurde nach der Auflösung von Michael Seles alter Band Two Tunes und der Wave-Nachfolge-Formation Nuuk gegründet. Mit dem Debütalbum „Diary of a Lost“ begann darauf der Aufstieg in der Musikszene. Der Band gelang mit dem Song „Suicide Landscape“ ein Nummer-1-Hit in den World Gothic Charts. Zu diesem Hit, der sich auch in den Diskotheken etablieren konnte, wurde nachträglich ein Videoclip auf dem San-Bernardino-Pass gedreht. Das Video war in der Tagesrotation des Schweizer Fernsehens und wurde auch bei VIVA gespielt.
Im Frühjahr 2008 spielte The Beauty of Gemina im Zürcher Hallenstadion als Support von Smashing Pumpkins. Im Mai folgte ein Auftritt beim Wave-Gotik-Treffen in Leipzig. Nach einer Tour mit der deutschen Rockband ASP und einigen Konzerten in England erschien 2008 ihr zweites Album „A Stranger to Tears“. Es erschien in der Schweiz unter dem band-eigenen Label tBoG Music, in Deutschland und Österreich wird der Longplayer von Danse Macabre vertrieben. „This Time“ wurde für einen Videoclip ausgewählt, der wieder auf VIVA Schweiz und dem Schweizer Fernsehen ausgestrahlt wurde. „A Stranger to Tears“ hielt sich acht Wochen in den Deutschen Alternative Charts und belegte für drei Wochen Platz 3.
The Beauty of Gemina stellte Ende 2009 Song „Sacrificed to the Gods“ vom dritten Album gratis zum Download zur Verfügung. Am 26. März 2010 veröffentlichte die Band ihren dritten Longplayer „At the End of the Sea“. Das Cover sowie weitere Aufnahmen ohne die Bandmitglieder stammen von der britischen Fotografin Melanie Clarke. In Hamburg wurden die PR-Fotos der Band von Manuel Vargas geschossen. Zum Titel „Rumours“ wurde ein Clip gedreht, für den die Band mit dem Regisseur Can Isik zusammenarbeitete.
2010 unterschrieb die Band bei Universal Music Schweiz. Im Frühjahr 2011 tourte The Beauty of Gemina mit Unheilig durch Deutschland. Während der Tour wurden Filmaufnahmen gemacht, die zu Live-Clips verarbeitet wurden. Im August traten The Beauty of Gemina beim M’era Luna Festival 2011 auf. Am 13. Januar 2012 wurde das vierte Album „Iscariot Blues“ veröffentlicht. Im Februar 2013 erschien das Akustik-Album „The Myrrh Sessions“, das überwiegend bestehende Stücke neu interpretiert.
Am 21. Februar 2014 kam mit „Ghost Prayers“ ein weiteres Album auf den Markt. Der Auftritt am M’era Luna Festival im Sommer desselben Jahres wurde von dem deutschen TV-Sender Eins Plus Live übertragen. „Mariannah“ und „Darkness“, zwei Songs von diesem Album, wurden von dem Regisseur Can Isik visuell interpretiert.
Die Konzerte quer durch Europa endeten mit einer Akustiktour (Gastmusiker: Eva Wey – Violine und Raphael Zweifel – Cello), die im Jazzclub Moods in Zürich ihren Höhepunkt fand und als CD, DVD und Blu-ray veröffentlicht wurde. „Live at Moods - A Dark Acoustic Night“ wurde von dem Regisseur Marcello Naef in Szene gesetzt.
2015 erschien „Anthology Vol 1“, eine Zusammenfassung von Studioaufnahmen und Live-Songs als Longplayer. Auf dieser CD gibt es sowohl Rock- als auch Akustiksongs, wobei die gekürzte Fassung von „Darkness“ als Akustik-Piano-Version hervorzuheben ist.
Ebenso wurde im Jahr 2015 in zweiter Auflage das Buch von Michael Sele – The Beauty of Gemina Lyrics von 2007 bis 2014 – veröffentlicht, eine komplette Sammlung aller originalen Songtexte mit Deutscher Übersetzung von Sylvia Stürzer-Frick. Das Buch ist angereichert mit vielen auch bisher unveröffentlichten Fotos.
Die Coverversion von „Crossroads“ (im Original von Calvin Russell) wurde als Vorabsingle zum kommenden Album „Minor Sun“ am 27. Mai 2016 veröffentlicht. Bis jetzt erhielt das von Tonio Krüger (Mauve Pictures Filmproduktion) gefilmte und produzierte Video 7 internationale Auszeichnungen und 3 Nominierungen als bestes Musikvideo.
Am 2. September 2016 kam das neueste Werk von The Beauty of Gemina „Minor Sun“ als CD und Doppel-LP in den Handel. In der Schweiz belegte das Album in den Charts Platz 25, in den Deutschen Alternative Charts Platz 2. Das Konzept und Art Design des Albums sowie die Erneuerung und Weiterentwicklung des Band-Logos wurden von Mario Frick und Janto Lenherr (neuland.li) entwickelt. Das Cover-Foto wurde von der belgischen Fotografin Sanne de Wilde gemacht. „Minor Sun - Live in Zurich“ erschien am 17. März 2017 als Double CD, DVD und Blu-ray unter der Regie von Lukas Hambach Frameshock Productions.
Im Frühjahr 2017 gab The Beauty of Gemina ihre ersten Konzerte in Südamerika. Auf dem Tourplan standen Mexico, Guadalajara und São Paulo.
Im Herbst 2017 folgte eine Acoustic-Tour durch Deutschland, Schweiz und Liechtenstein. Mit dabei waren die Gastmusiker Eva Wey – Violine, Raphael Zweifel – Cello und aus Reykjavik der Saxophonist Eyjólfur Þorleifsson.
Bevor das 8. Studioalbum „Flying with the Owl“ am 12. Oktober 2018 erschien, war The Beauty of Gemina auf Tour durch Deutschland und der Schweiz. Die Setliste enthielt neben den Klassikern wie Into Black oder Darkness auch 10 Songs des neuen Albums von Michael Sele. Als Gastmusiker, sowohl im Studio als auch bei der Tour, waren Eva Wey an der Violine und Raphael Zweifel am Cello dabei. Am 18. Oktober 2018 erreichte das Album Platz 12 in den iTop Alternative Musik Album Charts via iTunes Store Schweiz.
Für sein Schaffen als Musiker, Komponist und Sänger erhielt Michael Sele im Herbst 2019 den Gonzen-Kulturpreis. Anfang des Jahres war mit der Schauspielerin Katharina Thalbach die musikalische Bühnenlesung «Schatten über dem Nichts» realisiert und an Schweizer Theatern aufgeführt worden.
Am 28. Mai 2020 erschien „Flying with the Owl SOLO“: Nur Stimme und Gitarre, Michael Sele singt vier Songs aus dem letzten Studioalbum.
Bereits im Vorfeld zur Veröffentlichung vom 9. Studioalbum „Skeleton Dreams“ am 4. September 2020 (12 neue Songs, ein Cover und ein Remix) erschienen als Videos die Singles „The World Is Going On, Apologise und A Night Like This“. The Beauty of Gemina mischte hier die Stilrichtungen Wave, Blues und Indie-Folk.
Fabio Angehrn produzierte das Video „Friends Of Mine“, das am 26. November 2020 veröffentlicht wurde. Im Januar 2021 erschien in 1. Auflage das Buch „Michael Sele Lyrics 2007-2020“, 96 englische Songtexte mit deutscher Übersetzung von Sylvia Stürzer-Frick.
Im Dezember 2020 erhielt Michael Sele eine Einladung der LittleBigBeat Studios in Eschen zu einer Live-Session. 2021 wurde von Michael Sele als Solokünstler mit Akustikgitarre, Elektrogitarre und auf dem Steinwayflügel eine LP mit acht Songs eingespielt.
Zum Jubiläum schrieb Michael Sele ein Buch über sein Leben und Werk unter dem Titel "15 Jahre Hymnen an die Melancholie".

## Stil

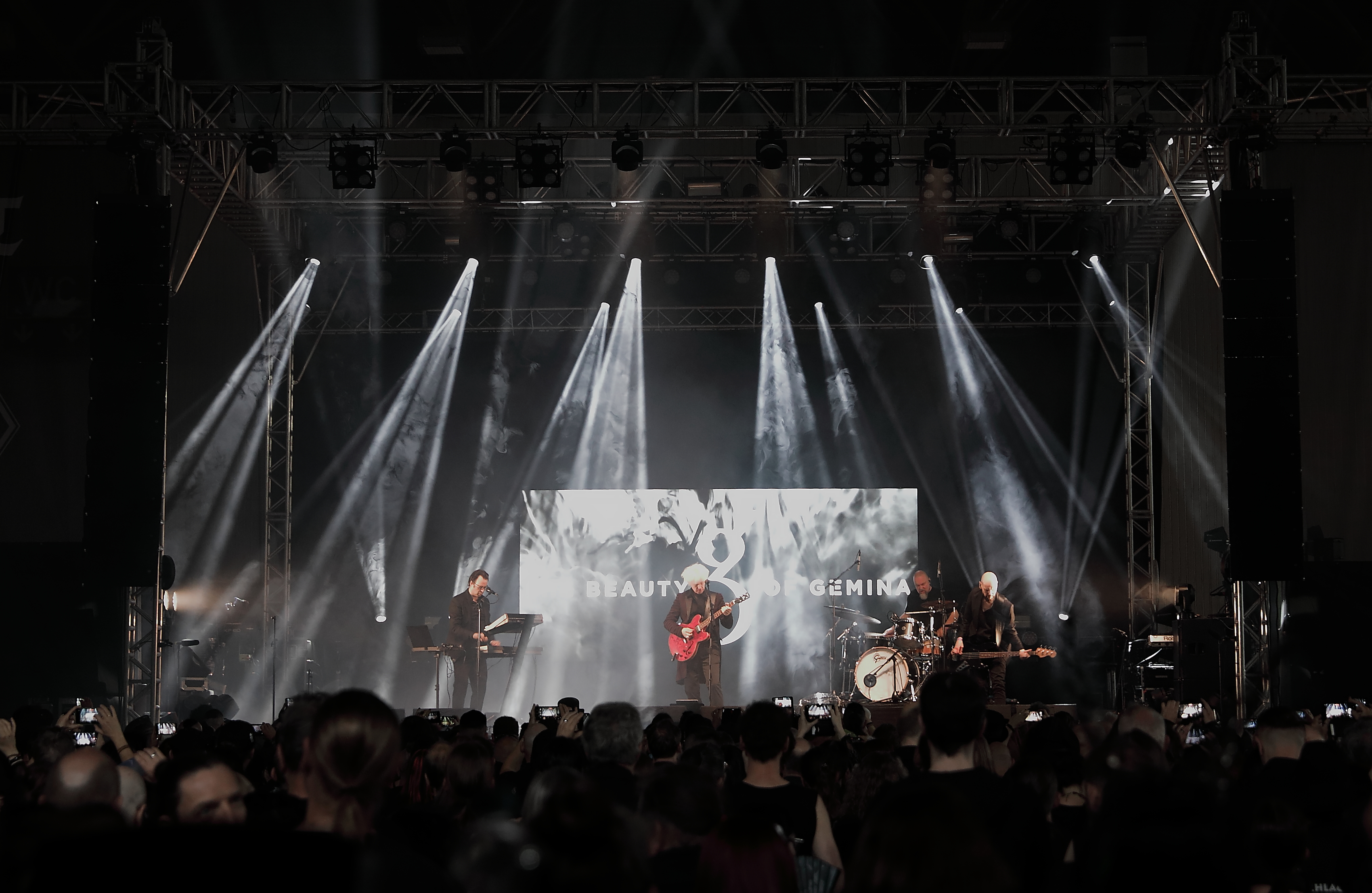
The Beauty of Gemina WGT Agra 19. Mai 2024

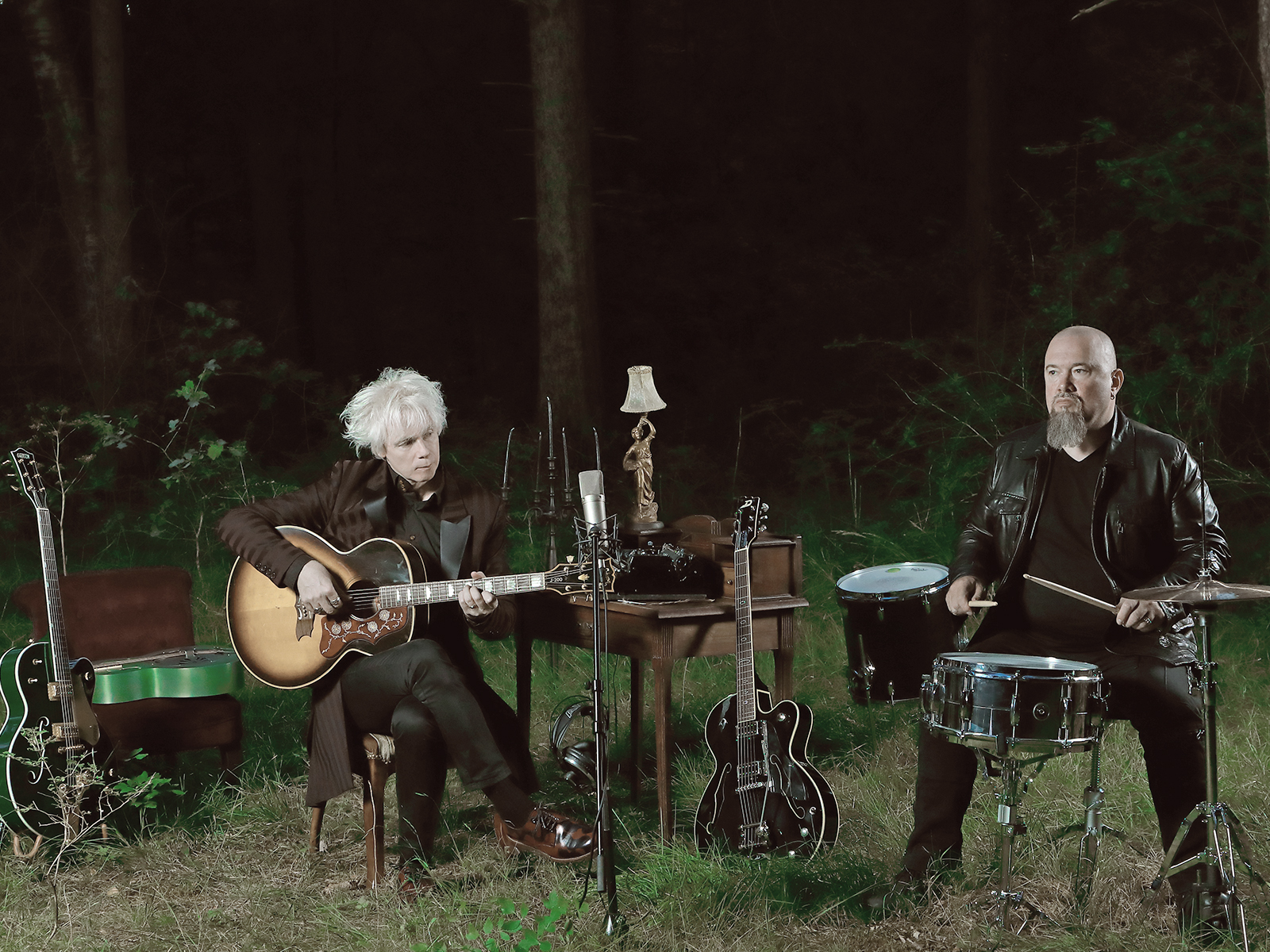
The Beauty of Gemina - Flying with the Owl 2018 - Michael Sele (Gitarre) - Mac Vinzens (Schlagzeug)

### Musik
Die Band vermischt Elemente aus dem Synth Rock, Dark Rock, Metal und der elektronischen Musik. Vereinzelt lassen sich Einflüsse aus dem Techno-/Trance-Bereich („Victims of Love“, „Shadow Dancer“ und „Galilee Song“) sowie aus dem Gothic-Rock- und Dark-Wave-Umfeld (Gitarre bei „This Time“) ausmachen, die bereits den Sound von Michael Seles Vorgängerband Nuuk prägten. Bei vielen Songs flossen auch klassische Elemente mit ein. So findet man bei „Victims of Love“ vom ersten Album ein Sample aus einer Mozart-Komposition. Mit dem dritten Album „At the End of the Sea“ wandelten sich The Beauty of Gemina stilistisch und es traten vermehrt Gitarren in den Vordergrund, die sich an den Wave- und Post-Punk-Klängen der 1980er-Jahre (bspw. bei „Obscura“, „Rumours“ und „Narcotica“) und an 1990er-Jahre Alternative Rock (z. B. „Black Cat Nights“ und „Counting Tears“) orientieren. Dennoch ist die Verbindung unterschiedlicher Genres der Rock- und elektronischen Tanzmusik als eines der Hauptmerkmale von The Beauty of Gemina erhalten geblieben. So finden sich beispielsweise in „King’s Men Come“, „Narcotica“ und „La Mer – Rythme Eternel“ Rhythmus-Elemente aus Trip-Hop und Breakbeat, während „In Silence“ auf eine für Techno typische Roland TR-909-Bassdrum zurückgreift.
Auf dem vierten Studioalbum Iscariot Blues lässt Songwriter Michael Sele auf Stücken wie „Badlands“ oder „Dark Revolution“ erstmals Elemente aus Blues, Folk und Country in die Kompositionen einfliessen. Das Folgealbum The Myrrh Session setzt dann auf komplette Reduktion und diverse Songs werden neu und in akustischem Gewand interpretiert. Ghost Prayers verbindet die beiden Soundwelten der früheren, rockigeren und elektronischeren Alben mit den neuen akustischen Klängen. Das epische, knapp 12 Minuten lange „Darkness“ unterstreicht diese Entwicklung. Im Jahr 2016 erscheint mit Minor Sun ein dunkles, sphärisches Werk, welches teils lange Songs enthält. Michael Sele greift darin auch auf Stilelemente der ersten Alben zurück, auf welchen repetitive Elemente als prägendes Stilmittel eingesetzt worden waren.

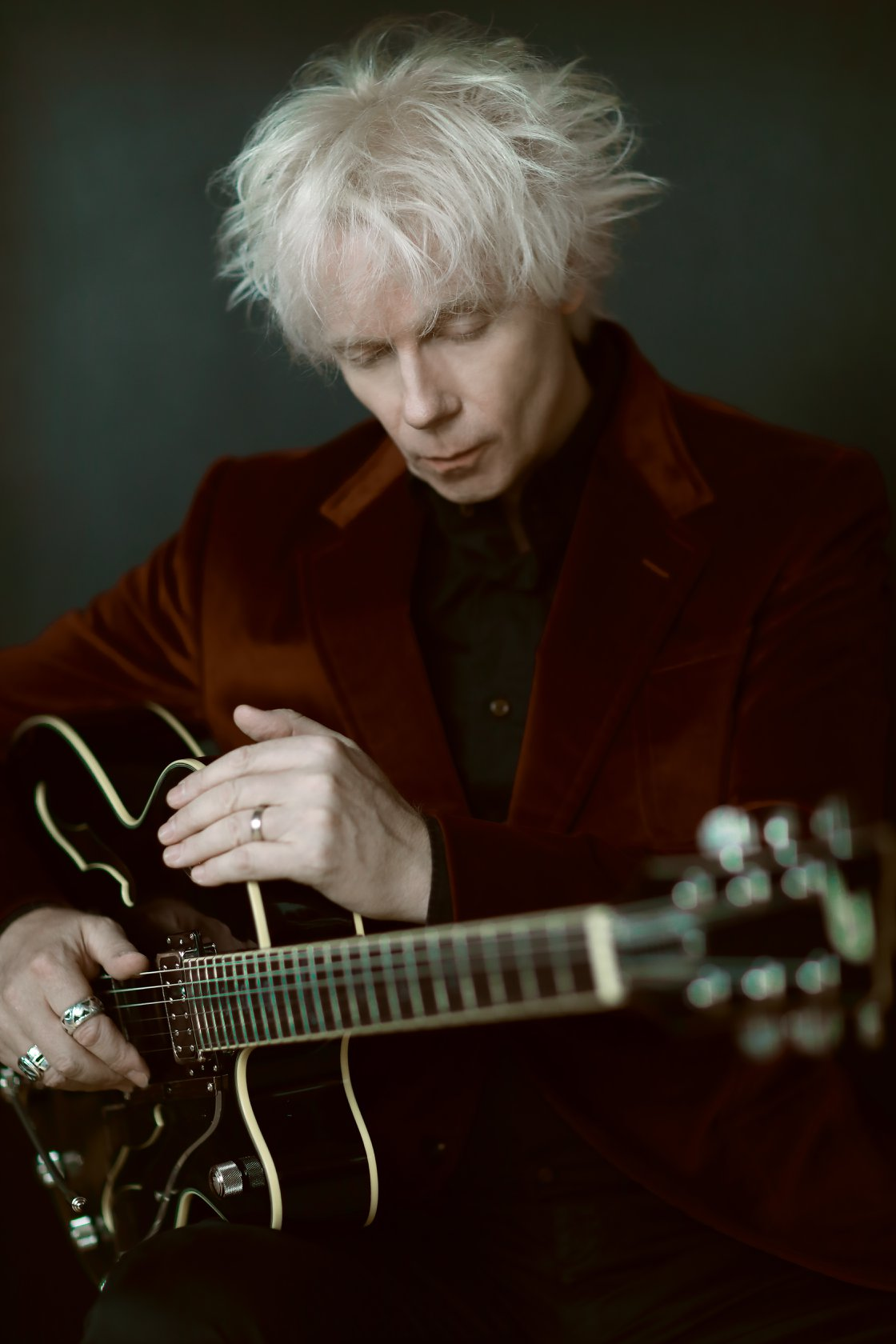
The Beauty of Gemina - Flying with the Owl 2018 - Michael Sele

### Texte
Die Texte von Michael Sele befassen sich mit Themen wie Selbstmord, Depression, Einsamkeit oder Liebeskummer. Auch kritisiert er mit „Victims of Love“ und dem „Galilee Song“, der an Ostern 2009 gratis als Download verfügbar war, die katholische Kirche. Ein Merkmal, das den „Gemina-Sound“ massgeblich beeinflusst, sind die zahlreichen Wiederholungen in den Texten. Klassische Songtexte mit Strophe und Refrain sind selten.

## Veröffentlichungen

### Studioalben
- 2007: Diary of a Lost
- 2008: A Stranger to Tears
- 2010: At the End of the Sea
- 2012: Iscariot Blues
- 2013: The Myrrh Sessions (Akustik-Album)
- 2014: Ghost Prayers
- 2016: Minor Sun
- 2018: Flying with the Owl
- 2020: Flying with the Owl SOLO (EP)
- 2020: Skeleton Dreams[10]
- 2024: Songs of Homecoming[11]

### Kompilation und Livealben
- 2015: Anthology Vol 1
- 2015: Live at Moods - A Dark Acoustic Night
- 2017: Minor Sun - Live in Zurich
- 2021: Michael Sele - Studio Live Session[12]

### Videoalben
- 2008: Pictures of a Lost
- 2015: Live at Moods - A Dark Acoustic Night
- 2017: Minor Sun - Live in Zurich[13]

### Musikvideos
- 2006: Suicide Landscape
- 2008: This Time
- 2008: Into Black
- 2010: Rumours
- 2010: Galilee Song
- 2012: Stairs
- 2013: Dark Rain
- 2013: Mariannah
- 2014: Darkness
- 2016: Crossroads
- 2017: Silent Land
- 2018: Ghosts
- 2019: River (Lyric Video)
- 2020: The World Is Going On (Lyric Video)
- 2020: Acoustic Set Solo 2020
- 2020: Apologise
- 2020: A Night Like This
- 2020: Friends of Mine
- 2023: When The Night is Back in Me
- 2023: One Step To Heaven
- 2024: Whispers Of The Seasons
- 2024: Veil Of Rain[14]

## Belege
1. ↑  Hallenstadion Zürich. Abgerufen am 1. August 2024.
2. ↑  ~ Offizielle Seiten Wave-Gotik-Treffen Leipzig ~. Abgerufen am 1. August 2024.
3. ↑  Danse Macabre | dark and gothic entertainment since 1989. Abgerufen am 1. August 2024 (deutsch).
4. ↑  Jazzclub Moods: Moods. 7. August 2024, abgerufen am 1. August 2024.
5. ↑  Neuland visuelle Gestaltung GmbH. Abgerufen am 1. August 2024.
6. ↑  Sanne De Wilde: News. Abgerufen am 2. August 2024.
7. ↑  Home. Abgerufen am 2. August 2024 (deutsch).
8. ↑  LITTLE BIG BEAT STUDIOS | Liechtenstein I Recording, Mix & Mastering. Abgerufen am 2. August 2024 (englisch).
9. ↑  Charts CH
10. ↑  The Beauty of Gemina. Abgerufen am 2. August 2024 (britisches Englisch).
11. ↑  The Beauty of Gemina. Abgerufen am 24. Oktober 2024 (britisches Englisch).
12. ↑  The Beauty of Gemina. Abgerufen am 2. August 2024 (britisches Englisch).
13. ↑  The Beauty of Gemina. Abgerufen am 2. August 2024 (britisches Englisch).
14. ↑  The Beauty of Gemina. Abgerufen am 2. August 2024 (britisches Englisch).
15. ↑  Waedi: The Beauty of Gemina: Stillstand? Ein Fremdwort. Abgerufen am 7. Juni 2025.